# Épisodes de Hellcats
Cet article présente le guide des épisodes de la série télévisée Hellcats.

## Épisodes

### Épisode 1:Une bourse d'études à tout prix
- États-Unis : 8 septembre 2010
- France : 1er septembre 2011 sur June
- Québec : 31 décembre 2012 sur Séries+

- États-Unis : 3,02 millions de téléspectateurs[1]

### Épisode 2:Envers et contre tous
- États-Unis : 15 septembre 2010
- Québec : 1er janvier 2013

- États-Unis : 2,64 millions de téléspectateurs[2]

### Épisode 3:Défis en série
- États-Unis : 22 septembre 2010
- Québec : 2 janvier 2013

- États-Unis : 2,32 millions de téléspectateurs[3]

### Épisode 4:Amour mère-fille
- États-Unis : 29 septembre 2010
- Québec : 3 janvier 2013

- États-Unis : 2,22 millions de téléspectateurs[4]

### Épisode 5:La Chanson du prisonnier
- États-Unis : 6 octobre 2010
- Québec : 4 janvier 2013

- États-Unis : 2,13 millions de téléspectateurs[5]

### Épisode 6:Match de football entre filles
- États-Unis : 13 octobre 2010
- Québec : 7 janvier 2013

- États-Unis : 2,01 millions de téléspectateurs[6]

### Épisode 7:Les Enchères galantes
- États-Unis : 27 octobre 2010
- Québec : 8 janvier 2013

- États-Unis : 2,03 millions de téléspectateurs[7]

### Épisode 8:À l'arrière d'une voiture
- États-Unis : 3 novembre 2010
- Québec : 9 janvier 2013

- États-Unis : 1,94 million de téléspectateurs[8]

### Épisode 9:Dérapages
- États-Unis : 10 novembre 2010
- Québec : 10 janvier 2013

- États-Unis : 1,92 million de téléspectateurs[9]

### Épisode 10:Affaires compromettantes
- États-Unis : 17 novembre 2010
- Québec : 11 janvier 2013

- États-Unis : 2,04 millions de téléspectateurs[10]

### Épisode 11:En route pour les départementales
- États-Unis : 1er décembre 2010
- Québec : 14 janvier 2013

- États-Unis : 1,89 million de téléspectateurs[11]

### Épisode 12:L'Heure de vérité
- États-Unis : 25 janvier 2011
- Québec : 15 janvier 2013

- États-Unis : 2,15 millions de téléspectateurs[12]

- Mario Van Peebles (Michael, le père d'Alice)
- Christine Lakin (Kelly, la fiancée de Michael)

### Épisode 13:Le Calendrier
- États-Unis : 1er février 2011
- Québec : 16 janvier 2013

- États-Unis : 1,8 million de téléspectateurs[13]

- 3OH!3 (invité musical)

### Épisode 14:L'Heure des choix
- États-Unis : 8 février 2011
- Québec : 17 janvier 2013

- États-Unis : 1,72 million de téléspectateurs[14]

### Épisode 15:Rédemption
- États-Unis : 15 février 2011
- Québec : 18 janvier 2013

- États-Unis : 1,58 million de téléspectateurs[15]

### Épisode 16:L'Inoubliable Dan
- États-Unis : 22 février 2011
- Québec : 21 janvier 2013

- États-Unis : 1,64 million de téléspectateurs[16]

### Épisode 17:Une promesse est une promesse
- États-Unis : 1er mars 2011
- Québec : 22 janvier 2013

- États-Unis : 1,46 million de téléspectateurs[17]

### Épisode 18:Le Réveil des morts
- États-Unis : 19 avril 2011
- Québec : 23 janvier 2013

- États-Unis : 1,19 million de téléspectateurs[18]

### Épisode 19:La Commission disciplinaire
- États-Unis : 26 avril 2011
- Québec : 24 janvier 2013

- États-Unis : 979 000 téléspectateurs[19]

### Épisode 20:Rapprochement
- États-Unis : 3 mai 2011
- Québec : 25 janvier 2013

- États-Unis : 1,01 million de téléspectateurs[20]

### Épisode 21:Changements de partenaires
- États-Unis : 10 mai 2011
- Québec : 28 janvier 2013

- États-Unis : 1,18 million de téléspectateurs[21]

### Épisode 22:Trahisons
- États-Unis : 17 mai 2011
- Québec : 29 janvier 2013

- États-Unis : 1,13 million de téléspectateurs[22]